# Шмакин, Андрей Борисович
Андрей Борисович Шмакин (1961—2013) — климатолог, член-корреспондент РАН (2011).

## Биография
Родился 5 октября 1961 г. в Ленинграде.
Окончил географический факультет МГУ им. М. В. Ломоносова (1983), кафедра метеорологии и климатологии. Служил в армии (1983—1985).
С 1985 г. в Институте географии АН СССР (РАН): аспирант, с 1989 г. научный сотрудник, с 2003 г. зав. лабораторией климатологии.
Диссертации:
- Летние потоки тепла от подстилающей поверхности в атмосферу на северном склоне Центрального Кавказа : диссертация … кандидата географических наук : 11.00.09 / АН СССР. Ин-т географии. — Москва, 1989. — 166 с. : ил.
- Пространственно-временная организация энерговлагообмена на суше : диссертация … доктора географических наук : 25.00.30. — Москва, 2006. — 139 с. : ил.

Научные интересы: изменения климата, тепловой и водный баланс на суше, снежный покров, экстремальные атмосферные явления.
В качестве эксперта от Института географии РАН А. Б. Шмакин был привлечен к оценке условий присоединения РФ к Киотскому протоколу.
Член-корреспондент РАН (2011).
Умер 28 июня 2013 г. в г. Фаджия (Италия) в результате полученной в автокатастрофе тяжелейшей травмы. Похоронен на Ваганьковском кладбище.